# Armata Populară Iugoslavă

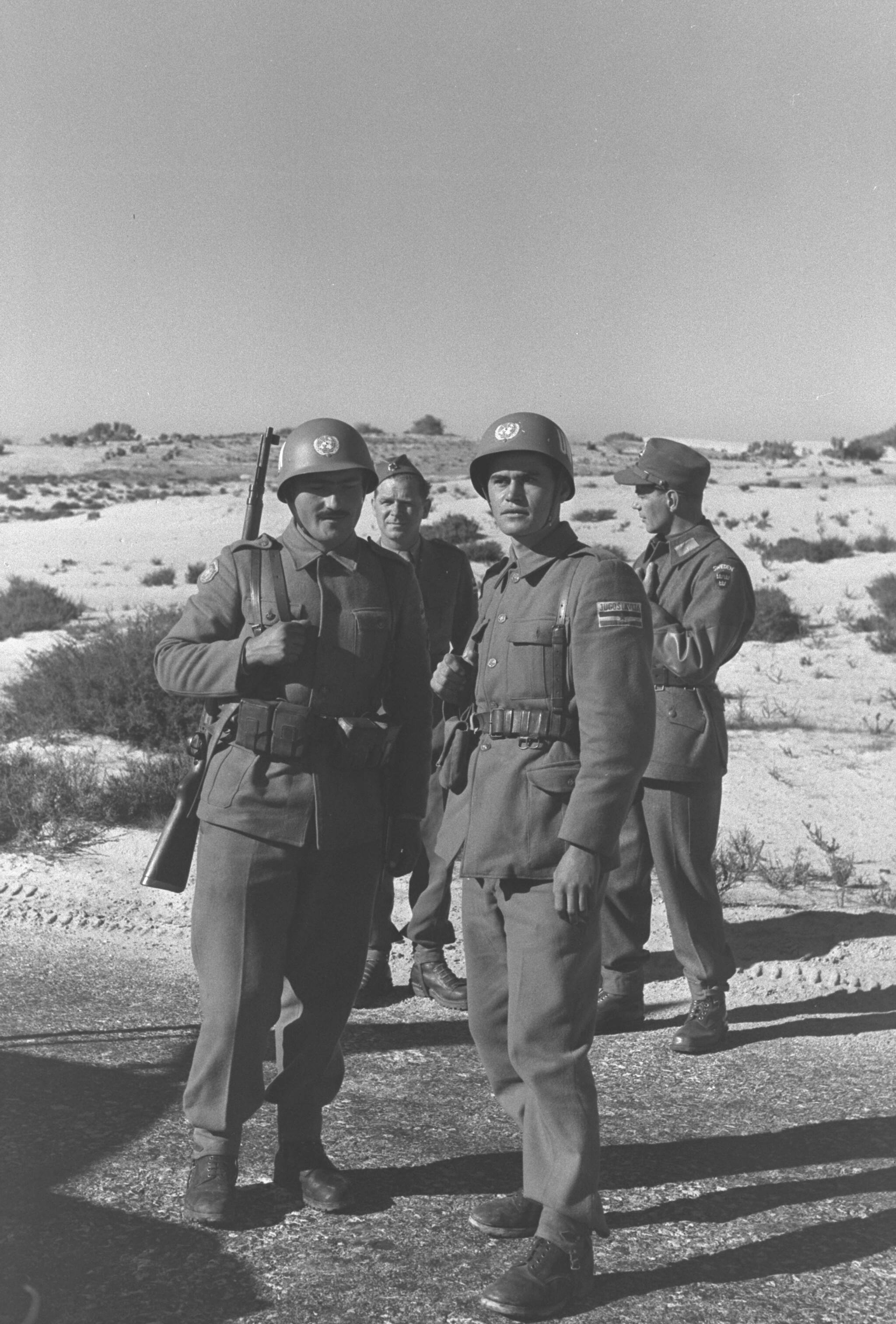
Soldați iugoslavi în Sinai, parte a UNEF, 1957

Armata Populară Iugoslavă (în sârbocroată Југословенска Народна Армија, Jugoslovenska Narodna Armija – JNA) a fost principala forță armată a Republicii Socialiste Federative Iugoslavia. Armata  structurată după organizarea partizanilor, a fost creată la Rudo în Bosnia și Herțegovina la 22 decembrie 1941 ca Armata Populară de Eliberare a Iugoslaviei (NOVJ). După ce partizanii au eliberat Iugoslavia de puterile Axei, ziua de 22 decembrie a fost sărbătorită ca Ziua Armatei.  În martie 1945, NOVJ a fost redenumită ca Armata Iugoslavă (Jugoslovenska Armija, JA), iar pe 22 decembrie 1951 (a zecea aniversare a armatei), a fost redenumită ca Armata Populară Iugoslavă. Comandantul Suprem a fost Iosip Broz Tito, care avea gradul de mareșal, cel mai mare din armată. După moartea lui în 1980, armata a avut un comandant șef format dintr-un colectiv al Președinției RSF Iugoslavia. JNA a fost desființată oficial pe 20 mai 1992, când Iugoslavia Socialistă a fost proclamată Republica Federală Iugoslavia la 27 aprilie 1992.

## Vezi și
- Armata Republicii Sârbe Krajina, ARSK